# Jumia
Jumia es una empresa comercio electrónico del tipo mercado en línea presente principalmente en el mercado africano. En su sitio web se pueden encontrar productos electrónicos, de higiene, alimentación y servicios. Tiene su sede social en Lagos (Nigeria) y es la mayor plataforma de su tipo en el continente.[cita requerida]

## Información general
En septiembre de 2023 se encontraba presente en Argelia, Egipto, Ghana, Costa de Marfil, Kenia, Marruecos, Nigeria, Senegal, Túnez, Uganda, China y Portugal. En 2019 sus ingresos apenas superaban los 130 millones de euros anuales, pero su precio de mercado era de 3 mil millones de dólares. En 2018, Jumia procesó más de 13 millones de paquetes.
El pago de los productos se realiza contra reembolso, generalmente en efectivo. Y debido a que en muchas ciudades y pueblos las calles no tienen nombre, es habitual que los repartidores tengan que llamar por teléfono a los clientes para localizarlos. Está compuesta por Jumia Food, un servicio de comida para llevar, Jumia Flights, especializado en reservas de viajes, y Jumia Deals, de anuncios clasificados.

## Historia
En 2012, los empresarios franceses Jérémy Hodara y Sacha Poignonnec fundaron Africa Internet Group, un grupo empresarial que aglutina a diversos portales de internet, entre ellos Jumia. Sus sitios hermanos son: Kaymu, una página web que conecta compradores y vendedores; Carmudi, especializada en alquiler de vehículos y Jovago, especializada en reservación hotelera. El proyecto inició como una start up apoyada con una inversión de la empresa alemana Rocket Internet.
En sus primeros años experimentó un crecimiento del 40% anual.
En 2016 se convirtió en la primera empresa africana en alcanzar una valoración de mil millones de dólares, después de una ronda de financiación que incluyó a Goldman Sachs, AXA y MTN Group.
En abril de 2019, Jumia solicitó una oferta pública inicial en la Bolsa de Valores de Nueva York, ofreciendo 13 500 000 acciones a un precio de 13 a 16 dólares cada una, bajo el símbolo JMIA. Antes de su lanzamiento, Mastercard Europa se comprometió a comprar acciones por 50 millones de dólares. Convirtiéndose así en la primera empresa tecnológica africana especializada en comercio electrónico que lo hace. Tras esto, y en tan solo cuatro días, el valor de sus acciones se había duplicado.